# Бороздинская улица
Борозди́нская улица — исчезнувшая улица в жилом районе  «Южный» Ленинского и Чкаловского административных районов Екатеринбурга .

## Происхождение названия
Название было дано улице, скорее всего, по фамилии её первопоселенцев.

## Расположение и благоустройство
Улица проходила с севера на юг от 2-й Загородной улицы (современная улица Фрунзе) и до 5-й Загородной улицы (современная Циолковского). Располагалась вдоль правого берега реки Исети, параллельно улице Челябинской (сейчас улица Цвиллинга).

## История
Улица впервые обозначена на плане Екатеринбурга 1845 года и входит в экспликацию как улица, имеющая застройку. На плане 1880 года показана застройка улицы между современными улицами Фрунзе и Циолковского. План 1887 года фиксирует спроектированный участок улицы вплоть до современной Авиационной улицы.
К 1880-м годам на Бороздинской улице располагалось семь усадебных владений, принадлежавших купцам и их наследникам. Застройка носила промышленно-жилой характер. Наряду с жилыми домами и службами на территориях уличных усадеб было расположено и производство: гончарные, ваточно-шерстяные и посудные заведения, гончарно-изразцовый завод Давыдова.
К началу XX века были заселены пять кварталов Бороздинской улицы, но в последующие годы развитие промышленной зоны потеснило жилую застройку. Уже на плане Генерального штаба 1916 года улица отмечена на протяжении только одного квартала, а на плане 1920 года улица уже не обозначена. Очевидно, что её поглотили заводские территории, на которых расположились механические (будущий завод бурового оборудования им. В. В. Воровского), кроватные и велосипедные (будущий завод радиоаппаратуры) производства.